# Langoliers
Langoliers ist eine im Jahr 1990 beim Heyne Verlag veröffentlichte Novellensammlung des US-amerikanischen Schriftstellers Stephen King. Die Sammlung enthält die Novellen Langoliers sowie Das heimliche Fenster, der heimliche Garten.
Die amerikanische Originalausgabe Four Past Midnight erschien im Jahr 1990 beim New Yorker Viking-Press-Verlag und enthält, neben den oben genannten, auch noch die beiden Novellen Zeitraffer sowie Der Bibliothekspolizist, die auf dem deutschsprachigen Buchmarkt ursprünglich separat in dem Sammelband Nachts veröffentlicht wurden. Im Jahr 2016 erschien in Deutschland unter dem Titel Vier nach Mitternacht schließlich eine Komplettausgabe mit allen vier Novellen.
Four Past Midnight wurde im Jahr 1990 der Bram Stoker Award in der Kategorie „Best Collection“ verliehen.

## Langoliers
Die Kurzgeschichte wurde als zweiteiliger Spielfilm unter dem Titel Die Langoliers verfilmt.

### Handlung
Ein Flugzeug befindet sich auf einem Nachtflug von Los Angeles nach Boston. Einige Passagiere schlafen ein. Als diese wieder aufwachen, sind die anderen Passagiere merkwürdigerweise spurlos verschwunden. Alles, was von ihnen übrig geblieben ist, sind Zahnfüllungen, Taschen, Schmuck und sogar Herzschrittmacher. Unter den zurückgebliebenen Passagieren befinden sich das blinde Mädchen Dinah Bellman, der Pilot Brian Engle, die Lehrerin Laurel Stevenson, der Student Albert Kaussner, die junge Bethany Simms, der Kriminalautor Bob Jenkins, Don Gaffney, Rudy Warwick, der Engländer Nick Hopewell und der gestresste Geschäftsmann Craig Toomy.
Brian versucht, Kontakt zum nächsten Tower herzustellen, was aber mangels Empfang scheitert. Draußen ist alles finster und still. Craig Toomy gerät in Panik, weil er einen wichtigen Geschäftstermin verpassen wird. Bald wird es Tag, und es gelingt Brian, das Flugzeug auf dem nächsten Flughafen in Bangor zu landen. Als alle aussteigen, bemerken sie, dass es weder Geräusche noch Gerüche oder Wind gibt, auch der Flughafen ist menschenleer.
Wegen ihres Hungers holen sie sich Speisen aus der Snack-Bar, doch besitzen die Speisen und Getränke keinen Geschmack. Bob Jenkins mutmaßt, wie es so weit kommen konnte: Sie müssen durch ein Zeitloch geflogen und in der Vergangenheit gelandet sein, nur dass die Vergangenheit völlig leer ist. Die übrigen Menschen, die nicht geschlafen hatten, wurden beim Durchschreiten des Zeitlochs ausgelöscht.
Währenddessen beginnt Craig Toomy durchzudrehen. In seinem Kopf ruft sein verstorbener Vater: „Die Langoliers kommen! Die Langoliers kommen!“ Dieser hatte ihn seit seiner frühesten Kindheit unter immensen Leistungsdruck gesetzt und gedroht, dass die Langoliers kommen und ihn holen würden, sollte er jemals faul sein oder seine Aufgaben nicht erfüllen. Selbst nach dem Tod seines Vaters fürchtet er sich vor den Langoliers.
Als diese tatsächlich immer näher kommen, schaffen es die verbliebenen Passagiere letztlich, mit dem Flugzeug zu entkommen und durch die Aurora Borealis in die nahe Zukunft zu gelangen. Da sie während der Passage schlafen müssen, opfert sich Nick Hopewell und kommt daher in der Gegenwart nicht an. Craig Toomy wird von den Langoliers verschlungen.

### Kings Theorie der Zeit im Buch
In der Kurzgeschichte präsentiert Stephen King eine besondere Theorie zur Zeit: Da die Zeit strikt linear und die Gegenwart als einziges real ist, sind Zeitreisen weder in die Vergangenheit noch in die Zukunft möglich. Demzufolge „bewegt“ sich alles stets vorwärts an einem unendlichen Zeitstrahl entlang. Laut dem Buch gibt es also keine Menschen im Jahr 1950 mehr, weil schon alles an diesem Zeitpunkt vorbeigezogen ist, und ebenso gibt es keine Menschen im Jahr 2309, weil alles erst noch darauf hinsteuert.
Passagiere träfen also eine menschenleere Welt an, würden sie einige Minuten in die Vergangenheit katapultiert werden. Gebäude wären ebenso wie die Landschaft noch da, allerdings keine Lebewesen. Diese wären durch die Zeit weitergezogen und hätten die Welt dabei hinter sich gelassen. Die verlassene Welt würde im Weiteren Opfer der Langoliers. Diese seien sehr eigentümliche Wesen oder Maschinen, deren Aufgabe es sei, hinter der weiterziehenden Menschheit die Welt buchstäblich aufzufressen. Wären die Zeitreisenden einen ganzen Tag in die Vergangenheit gereist, hätten sie nichts anderes angetroffen als gähnende, endlose Leere, so jedoch erleben sie die Ankunft der Langoliers und können in letzter Sekunde mit dem Flugzeug fliehen.
Sie fliegen durch die Aurora Borealis zurück – diesmal einige Minuten in die Zukunft. Und wieder ist da kein menschliches Wesen; diesmal aber, weil diese erst noch kommen müssen. Sie warten sozusagen auf die Gegenwart. So erleben die Zeitreisenden mit, wie die Gegenwart sie einholt, als die Menschen wie aus dem Nichts auftauchen und das Leben normal weitergehen kann.
Wieso nur schlafende Menschen durch die Aurora Borealis fliegen können, bleibt unklar.

## Das heimliche Fenster, der heimliche Garten
Der Schriftsteller Mort Rainey steckt in einer tiefen Lebenskrise. Seine Frau hat sich für einen anderen Mann scheiden lassen, und Mort steckt mitten in einer Schreibblockade. Er lebt zurückgezogen in seinem Holzhaus am Tashmore Lake und wartet auf eine Inspiration, während er langsam, aber sicher anfängt, die Kontrolle über sein Leben zu verlieren.
Eines Tages erscheint vor seiner Haustür ein geheimnisvoller Mann namens John Shooter, der ihn beschuldigt, eine seiner Geschichten gestohlen zu haben. Ein Plagiatsvorwurf ist das Letzte, was Mort noch gefehlt hat, doch er nimmt den Vorwurf nicht ernst. Shooter verlangt von Mort, eine neue Geschichte zu schreiben, Shooters Namen darunter zu setzen und ihm diese zu übergeben.
Kurz darauf wird Morts Katze brutal erstochen und das Haus seiner Exfrau in Brand gesteckt, in der sich der Beweis der Urheberschaft seiner Geschichte befand. Es werden auch zwei Männer aus dem nahen Dorf ermordet. Was die Situation noch gespenstischer macht: Niemand scheint Shooter je gesehen zu haben.
Mort beginnt Nachforschungen anzustellen und gerät zunehmend in die Tiefen seiner eigenen Abgründe. Am Ende muss er erkennen, dass er auf eine dissoziative Persönlichkeitsstörung zusteuert, dass die Krankheit in ihm den geheimnisvollen Fremden mit Namen Shooter erschaffen hat und in Wirklichkeit er selbst für das Geschehene verantwortlich ist. Der Leser begreift, dass er die Geschichte nur aus dem Blickwinkel des Schriftstellers Mort Rainey gesehen hat. Es wird klar, dass die Realität eine andere ist.
Die Kurzgeschichte wurde als „Das geheime Fenster“ mit Johnny Depp und John Turturro in den Hauptrollen verfilmt. Jedoch unterscheidet sich das Ende des Films von dem des Buches. Im Buch wird Mort Rainey bei dem Versuch, seine Exfrau mit einem Schraubenzieher umzubringen, von einem Versicherungsagenten erschossen, der Nachforschungen betreffend den Brand im Haus der Raineys anstellte. Im Film bringt Mort seine Exfrau und deren neuen Ehemann um und vergräbt sie im „heimlichen Garten“, in dem er dann Mais anpflanzt.